# Jafred Chirchir Kipchumba

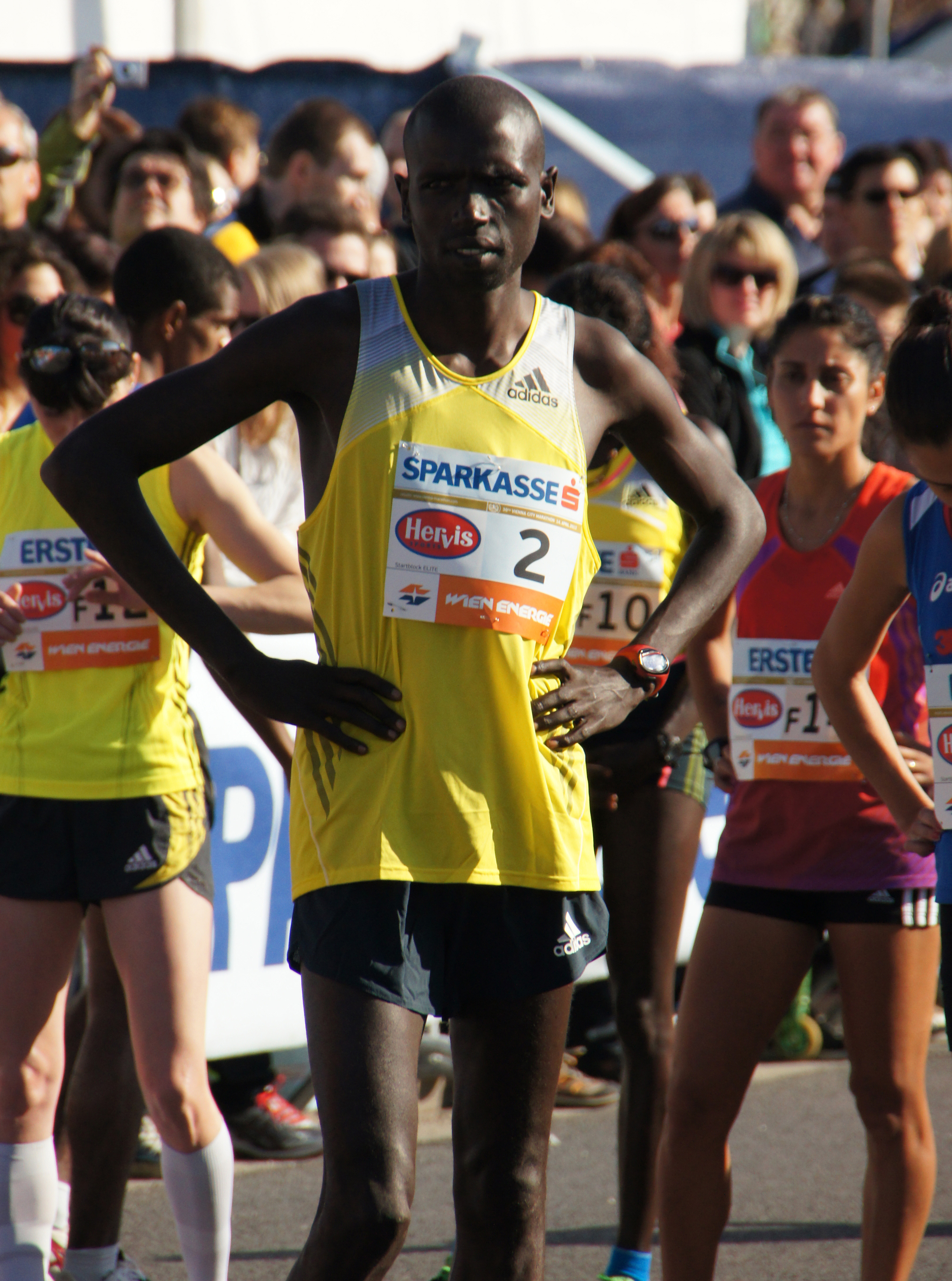
Kipchumba, 2013

Jafred Chirchir Kipchumba (* 8. August 1983) ist ein kenianischer Marathonläufer.
2009 wurde er jeweils Sechster beim Vienna City Marathon und beim Istanbul-Marathon.
2010 gewann er den Mailand-Marathon in 2:09:15 h und wurde Zweiter beim Toronto Waterfront Marathon in 2:08:10 h.
2011 stellte er beim Eindhoven-Marathon mit 2:05:48 h sowohl einen Streckenrekord wie auch eine persönliche Bestzeit auf.